# نيكول الكسندر (منتجة أفلام)
نيكول الكسندر (بالإنجليزية: Nicole Alexander)‏ هي منتجة أفلام أسترالية، ولدت في 14 أغسطس 1978.